# Hervé II de Léon
Pour les articles homonymes, voir Hervé de Léon.
Hervé II de Léon, né vers 1105-1110, mort en 1168 ou 1169, est un aristocrate breton du XIIe siècle. Il est vicomte de Léon, succédant à son père Guyomarch III de Léon vers le milieu du XIIe siècle. 

## Origine
Fils de Guyomarch III, le nom de sa mère n'est pas connu.

## Biographie
Du fait de son mariage avec l'une des filles d'Étienne de Blois, Hervé II de Léon soutient celui-ci dans ses prétentions au trône d'Angleterre du chef de sa mère Adèle d'Angleterre, sœur d'Henri Ier Beauclerc. Mentionné en tant que « Hervé Brito », il est ainsi présent à l'assemblée d'Oxford de 1139 pour défendre les droits de son beau-père. En récompense, il obtient le titre de comte de Wiltshire et la garde du château de Devizes où il est assiégé en 1141 après la défaite de Lincoln et la capture d’Étienne de Blois. Il fuit l'Angleterre sous la menace de Mathilde l'Emperesse où il perd titres et possessions. 
Hervé II de Léon fait usage dès 1139, de son titre de comte dans une donation en faveur de l’église d’Eye, puis en 1149, il confirme une donation de son père à Saint-Melaine. Ce titre est également utilisé par le Pape Adrien IV lorsqu'il sollicite son soutien en 1156 pour faire valoir les droits d'Hugues le Roux comme archevêque de Dol , et par Hamon, évêque de Léon, lorsqu’il affranchit de toutes servitudes l’abbaye de Saint-Mathieu en 1157. Ce prestige n'est pas transmis à sa descendance, du fait de la perte de Wiltshire.  
Le contexte politique change en 1148 lorsque le duc Conan III de Bretagne, désavouant Hoël, désigne sa cadette Berthe de Penthièvre comme héritière, et ainsi son petit-fils Conan IV de Bretagne. Placé sous la protection d'Henri II Plantagenêt, Conan IV est à son tour évincé par le roi qui s'impose comme duc de Bretagne en 1155. Ce dernier ordonne en 1163 au vicomte de Faou la capture d'Hervé de Léon et de son fils Guyomarch IV de Léon. Dans les combats, Hervé II de Léon perd un œil. Enfermés à Châteaulin, ils sont libérés par Conan IV et Hamon de Léon. Le vicomte du Faou et sa famille sont à leur tour pris et enfermés dans le château de Daoulas où ils meurent de mauvais traitements. Mais dès 1164, Hervé II de Léon se détourne de Conan IV de Bretagne pour s'allier à Henri de Penthièvre qui épouse l'une de ses petites-filles. De là, ils ravagent ensemble les terres de Conan IV. En 1166, Henri II Plantagenêt intervient en personne contre les barons bretons pour remettre bon ordre dans son duché et contre Conan IV dont il obtient l'abdication et le mariage de Constance de Bretagne avec son fils Geoffroy Plantagenêt, futur Geoffroy II de Bretagne. En 1167, Henri II Plantagenêt se lance à la conquête du Léon et obtient rapidement la soumission d'Hervé II de Léon.  
Le calme revenu, en 1168 ou 1169, on retrouve Hervé II de Léon en bienfaiteur du monastère de Saint-Mathieu avec une donation de terre sur l'île de Béniguet.

## Unions et descendance
Hervé II de Léon est l'époux de Sibylle, l'une des filles naturelles d'Étienne de Blois, roi d'Angleterre, rival d'Henri II Plantagenêt. Ils ont quatre enfants :
- Guyomarch IV de Léon, qui lui succède comme vicomte de Léon ;
- E[limaire], sans doute, abbé de Landévennec ;
- Hamon, évêque de Léon ;
- Jeanne, dite parfois Aliénor, épouse d'Eudes de Porhoët[7].

D'une seconde union, il a un autre fils prénommé Hervé, père de trois fils aux noms cornouaillais : Gradlon, Budic et Guegon.